# Беккер, Карл Генрих
Карл Генрих Бе́ккер (нем. Carl Henrich Becker; 12 апреля 1876, Амстердам, Нидерланды — 10 февраля 1933, Берлин, Веймарская республика) — немецкий историк-востоковед, в том числе исламовед, и государственный деятель, беспартийный политик. В 1921 и 1925—1930 годах занимал должность министра образования Пруссии. Считается основателем современной ориенталистики и выдающимся реформатором высшего образования в Веймарской республике.

## Биография
Карл Генрих Беккер происходил из старинного гессенского купеческого и учёного рода. Его дед — языковед Карл Фердинанд Беккер. Отец Карла Генриха Беккера — банкир и консул Карл Беккер, мать — Юлия Шёффер, дочь купца Конрада Генриха Шёффера и Сузанны Доротеи Хофман.
С 1895 года Беккер изучал в Лозаннском и Гейдельбергском университетах арабистику и религиоведение. В 1889 году защитил диссертацию на доктора философии (PhD) по истории в Берлинском университете. Побывал с исследовательскими поездками на Ближнем Востоке и в 1902 году получил право преподавания в Гейдельбергском университете. В 1902 и 1903 годах были опубликованы его работы по истории средневекового Египта. В 1908 году Беккер был назначен заведующим новой кафедры истории и культуры Переднего Востока при Гамбургском колониальном институте, предшественнике Гамбургского университета. В Гамбурге Беккер издавал журнал «Ислам» и стал одним из основоположников современного востоковедения, объединившего языковой, религиозный, исторический и социологический научные аспекты.
Получив признание как востоковед и активный реформатор высшей школы, Беккер по ходатайству министериал-директора прусского министерства образования Фридриха Шмидт-Отта в 1913 году был приглашён на работу в Рейнский университет Фридриха Вильгельма, а в 1916 году — в Берлинский университет. В том же году Беккер получил звание референта прусского министерства образования и сформулировал «Памятку о будущем развитии зарубежного образования в прусских университетах», в которой в середине Первой мировой войны выступил за изучение культуры других стран во избежание международных конфликтов в будущем.
После Ноябрьской революции в апреле 1919 года новый министр культуры Пруссии социал-демократ Конрад Гениш назначил Карла Генриха Беккера помощником статс-секретаря, и в последующем Беккер оказал значительное влияние на формирование политики Пруссии в области высшего образования. В 1921 году Беккер в течение нескольких месяцев занимал пост министра в правительстве Адама Штегервальда, но затем вернулся в должности статс-секретаря в министерство культуры, которое возглавил Отто Бёлиц из Немецкой народной партии. В 1925 году премьер-министр Отто Браун вновь назначил Карла Генриха Беккера на должность министра культуры, который он непрерывно занимал до 1930 года. Беспартийный министр Беккер постепенно оказался под огнём критики нескольких фракций прусского ландтага и в конце концов был вынужден подать в отставку. Его преемник Адольф Гримме продолжил политику Беккера вплоть до прихода национал-социалистов к власти в Германии.
После отставки с поста министра Беккер продолжил преподавательскую деятельность в Берлинском университете. В 1931 году он был назначен 3-м вице-председателем Общества кайзера Вильгельма. В 1931 году он также руководил международной комиссией по оценке системы образования в Китае. В заключительном отчёте содержались конкретные меры по её усовершенствованию, и некоторые из них были реализованы правительством Гоминьдана. В 1930—1933 годах Беккер входил в состав сената Общества кайзера Вильгельма. Он также сыграл большую роль в учреждении Германской высшей школы политической науки в 1920 году и Германской поэтической академии в 1926 году. С 1927 года Беккер являлся президентом новообразованного Фонда Авраама Линкольна, оказывавшего поддержку демократическим силам в немецких вузах.
В декабре 1924 года Беккер был принят в члены-корреспонденты АН СССР. Сын Карла Генриха Беккера Гельмут стал юристом и соучредителем Института Макса Планка по проблемам образования. Карл Генрих Беккер похоронен на Далемском лесном кладбище в Берлине.

## Труды
- Gedanken zur Hochschulreform. Leipzig, 1919.
- Kulturpolitische Aufgaben des Reiches. Leipzig, 1919.
- Islamstudien. Bd 1—2. Вerlin, 1924—1932.
- Vom Wesen der deutschen Universität. Leipzig, 1925.
- Die Pädagogische Akademie im Aufbau unseres nationalen Bildungswesens. Leipzig, 1926.
- Das Problem der Bildung in der Kulturkrise der Gegenwart. Leipzig, 1930.